# Alvord (Texas)
Pour les articles homonymes, voir Alvord.
La ville d’Alvord est située dans le comté de Wise, dans l’État du Texas, aux États-Unis. Sa population s’élevait à 1 334 habitants lors du recensement de 2010, estimée à 1 435 habitants en 2016.
Alvord fait partie de l’agglomération de Dallas-Fort Worth.

## Galerie photographique

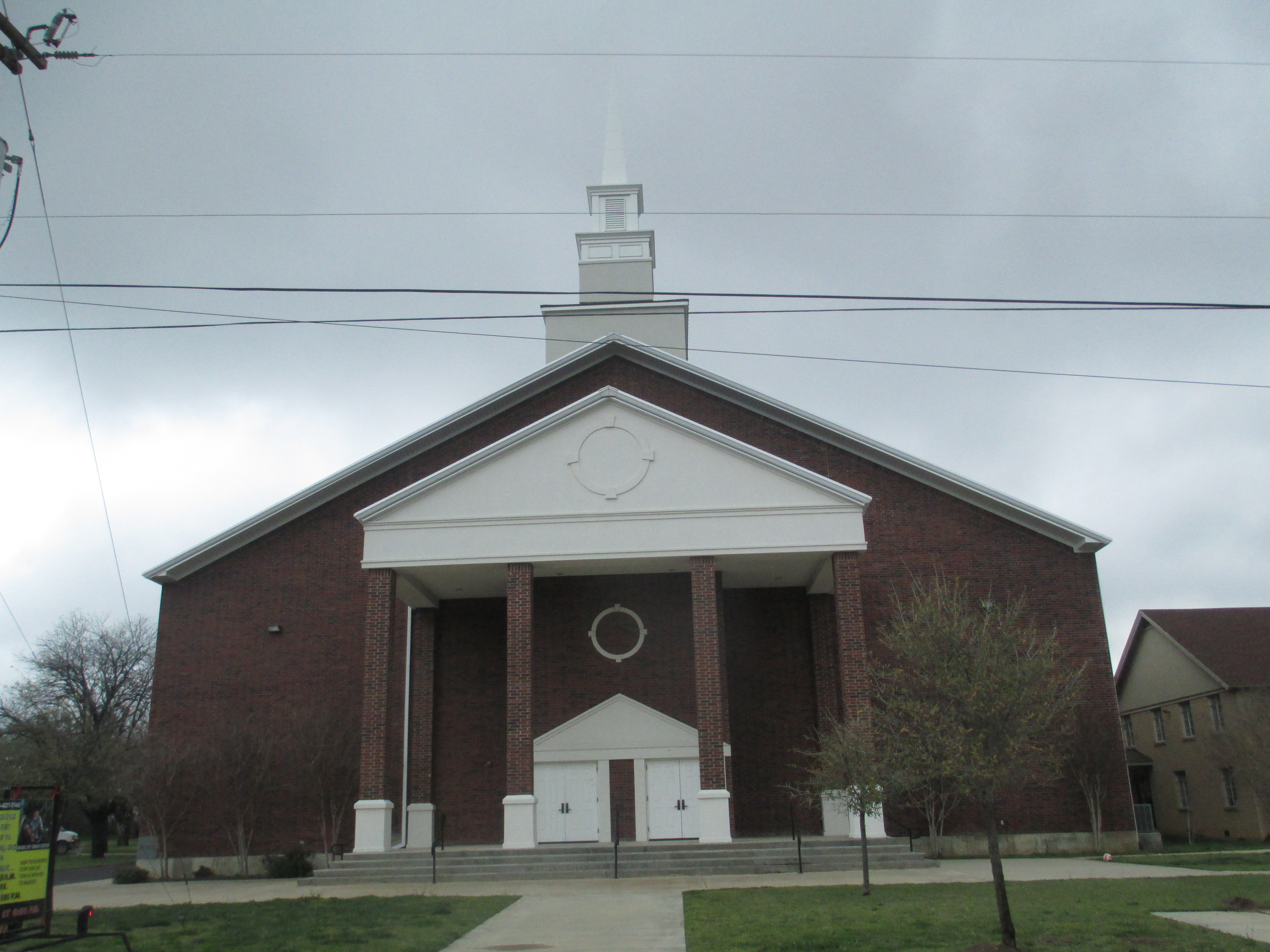
L’église baptiste d’Alvord
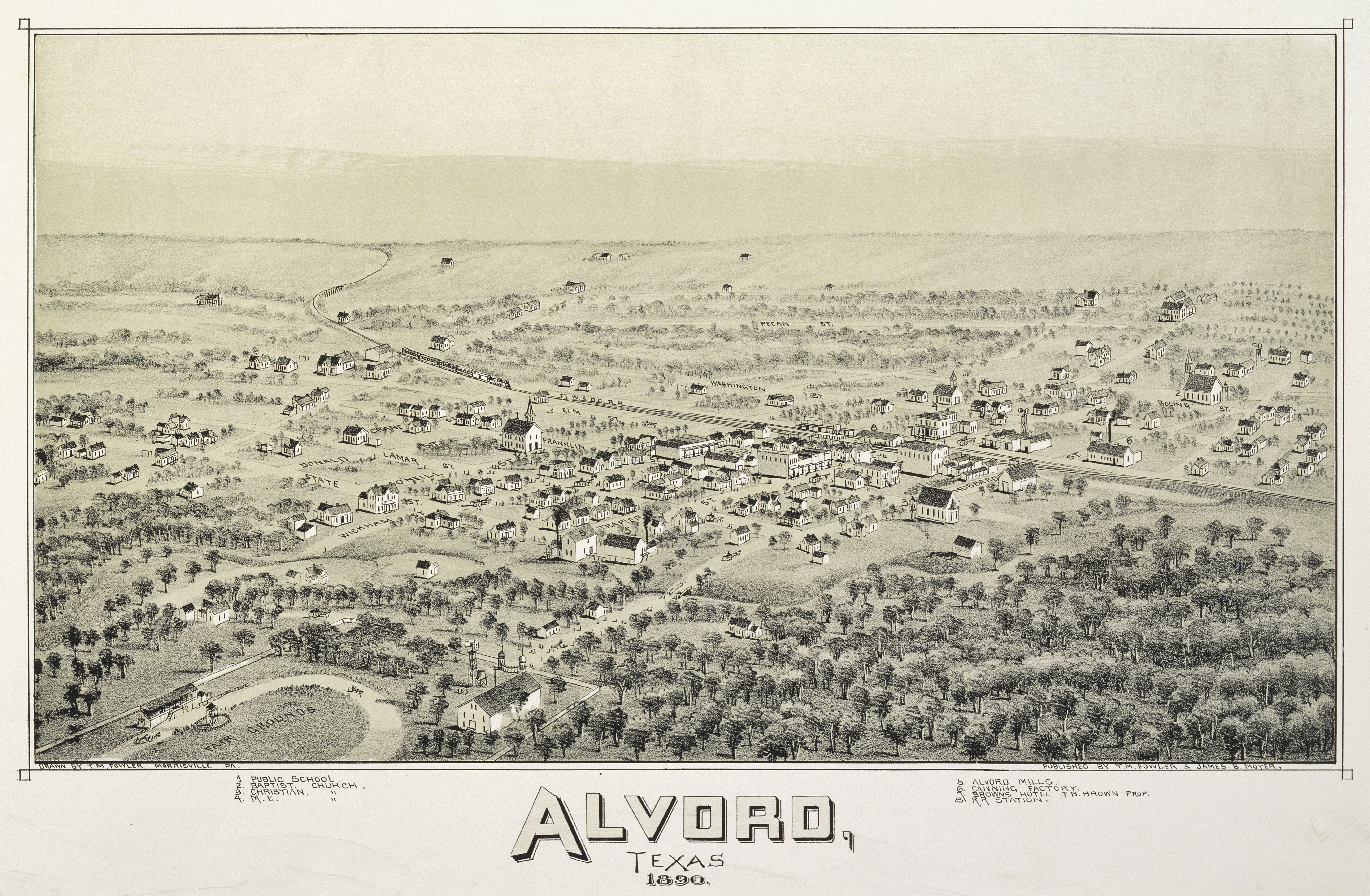
Carte d’Alvord en 1890

## Source
- (en) Cet article est partiellement ou en totalité issu de l’article de Wikipédia en anglais intitulé « Alvord, Texas » (voir la liste des auteurs).